# 세네갈 요리

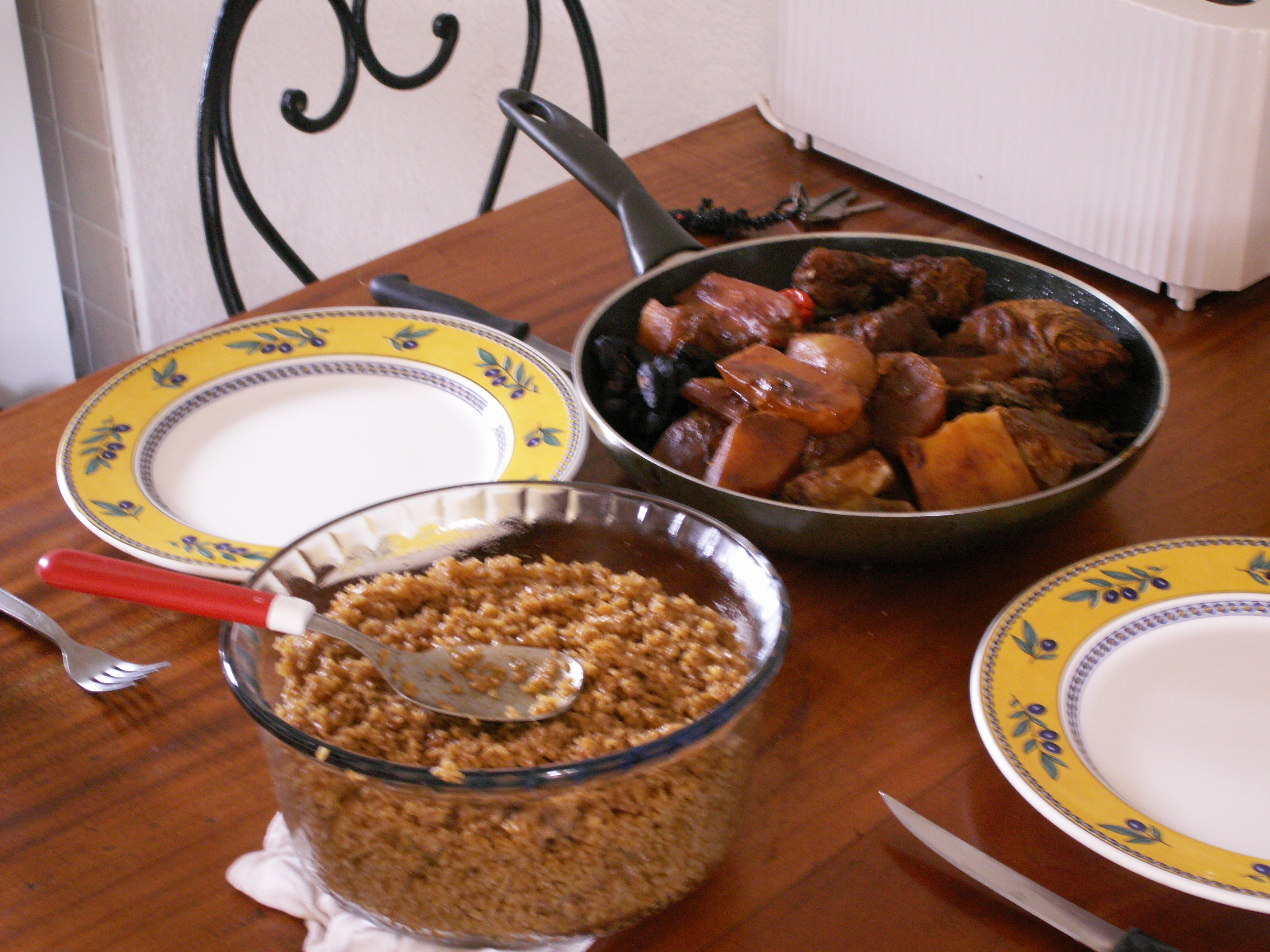
체부 전

세네갈 요리(Senegal 料理, 프랑스어: cuisine sénégalaise 퀴진 세네갈레즈[*])는 서아프리카에 있는 세네갈의 요리이다. 서아프리카 요리의 특질을 갖고 있지만 동시에 특질적인 면도 갖고 있다. 가장 많은 수를 차지하는 월로프족을 비롯해 이슬람, 교도가 있으며 프랑스 사람들도 다수가 있어 1960년부터 그 뿌리를 깊게 내리고 있다. 이민자들도 많다 보니 여러 나라의 음식점이 계속적으로 생겨나고 있다.
대서양에 국경을 맞닿고 있는 덕분에 해산물 소비가 많다. 하지만 닭고기나 양고기 쇠고기도 많이 등장한다. 이슬람 율법의 엄격성 때문에 돼지고기만은 금지된다. 땅콩이 가장 흔하게 나며 이외에 주식으로 먹는 쌀과 바나나, 고구마, 콩, 검은콩 및 여러 종류의 야채를 먹는다. 다른 아프리카 국가와 마찬가지로 대개 스튜를 많이 먹으며 야채와 고기를 삶아서 국물을 내고 밥과 함께 먹는다. 아니면 빵에 찍어 먹는 식으로 한다.
생강이나 비쌉을 주스로 만들어 먹기도 하며 바오바브 나무는 "원숭이 빵 과일"열매가 열린다고 한다. 망고스틴이나 다른 열매도 많이 먹으며 후식이 아주 많은데 맛을 달게 먹는다. 프랑스의 영향이 많이 반영되어 있으며 세네겔 요리법에 많은 영향을 주었고 후에 커피와 차문화에도 반영됐다.

## 음식

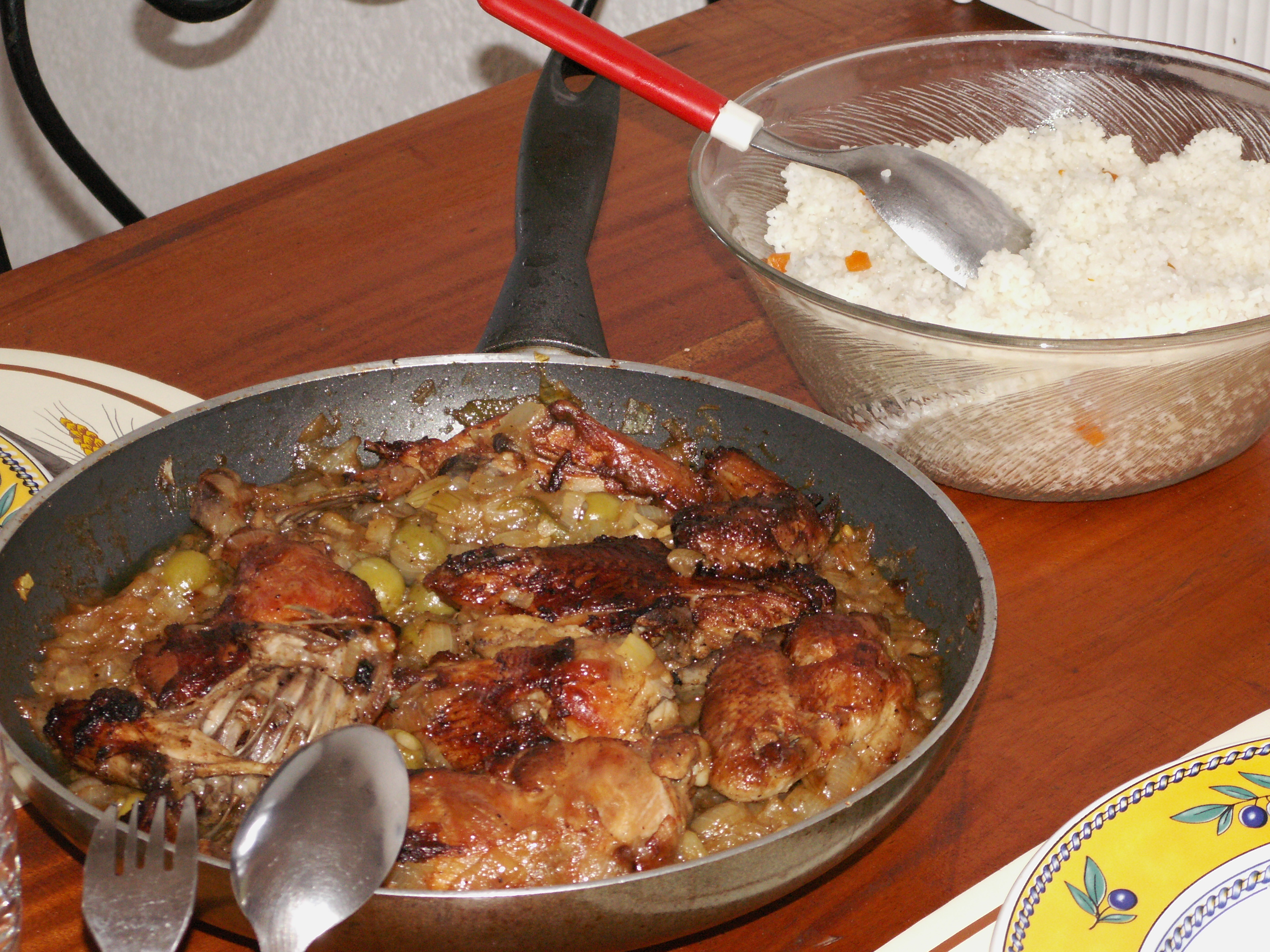
야사 풀레

세네갈 식사는 크게 벤 친(한 솥) 종류와 냐리 친(두 솥) 종류로 나뉜다.
- 체부 전 : 생선과 토마토 소스를 어우러서 먹는 것으로 다양한 야채를 같이 넣으며 대한민국의 김치와도 같은 음식이다.
- 야사 : 닭고기나 생선을 양파와 마늘, 겨자, 레몬 소스와 함께 버무려서 내온다.
- 마페 : 양념한 생선이나 닭고기, 양고기, 쇠고기를 토마토나 땅콩버터와 같이 먹는다.
- 바씨-살트 : 간을 한 고기를 토마토 소스와 야채로 요리하는 것으로서 토착민들은 cere라고 칭한다.
- 솜비 : 달콤한 우유죽
- 디비 : 양고기를 부글부글 끓는 물에 삶거나 구워서 먹는 음식

## 후식
- 티아크리(Thiakry 혹은 Dégué) : 쿠스쿠스로 만들어 먹는 죽 혹은 푸딩
- 씨크 센텡(Cinq Centimes) : 5센트 쿠키로서 시장에서 많이 파는 땅콩과자이다.
- 바나나 글라스 : 상당히 고급스러운 음식으로서 바나나로 만든 스프 후식이다.

## 같이 보기
- 서아프리카 요리